# Play Ball (serial cinematografico)
Play Ball è un serial cinematografico in dieci puntate del 1925 diretto da Spencer Gordon Bennet.

## Episodi
1. To the Rescue (distribuito il 19 luglio 1925)
2. The Flaming Float (distribuito il 26 luglio 1925)
3. Betrayed (distribuito il 2 agosto 1925)
4. The Decoy Wire (distribuito il 9 agosto 1925)
5. Face to Face (distribuito il 16 agosto 1925)
6. The Showdown (distribuito il 23 agosto 1925)
7. A Mission of Hate (distribuito il 30 agosto 1925)
8. Double Peril (distribuito il 6 settembre 1925)
9. Into Segundo’s Hands (distribuito il 13 settembre 1925)
10. A Home Plate Wedding (distribuito il 20 settembre 1925)